# Hertzbleed
 (octobre 2024).
La mise en forme du texte ne suit pas les recommandations de Wikipédia : il faut le « wikifier ».
Les points d'amélioration suivants sont les cas les plus fréquents. Le détail des points à revoir est peut-être précisé sur la page de discussion.
- Les titres sont pré-formatés par le logiciel. Ils ne sont ni en capitales, ni en gras.
- Le texte ne doit pas être écrit en capitales (les noms de famille non plus), ni en gras, ni en italique, ni en « petit »…
- Le gras n'est utilisé que pour surligner le titre de l'article dans l'introduction, une seule fois.
- L'italique est rarement utilisé : mots en langue étrangère, titres d'œuvres, noms de bateaux, etc.
- Les citations ne sont pas en italique mais en corps de texte normal. Elles sont entourées par des guillemets français : « et ».
- Les listes à puces sont à éviter, des paragraphes rédigés étant largement préférés. Les tableaux sont à réserver à la présentation de données structurées (résultats, etc.).
- Les appels de note de bas de page (petits chiffres en exposant, introduits par l'outil «  Source ») sont à placer entre la fin de phrase et le point final[comme ça].
- Les liens internes (vers d'autres articles de Wikipédia) sont à choisir avec parcimonie. Créez des liens vers des articles approfondissant le sujet. Les termes génériques sans rapport avec le sujet sont à éviter, ainsi que les répétitions de liens vers un même terme.
- Les liens externes sont à placer uniquement dans une section « Liens externes », à la fin de l'article. Ces liens sont à choisir avec parcimonie suivant les règles définies. Si un lien sert de source à l'article, son insertion dans le texte est à faire par les notes de bas de page.
- La présentation des références doit suivre les conventions bibliographiques. Il est recommandé d'utiliser les modèles {{Ouvrage}}, {{Chapitre}}, {{Article}}, {{Lien web}} et/ou {{Bibliographie}}. Le mode d'édition visuel peut mettre en forme automatiquement les références.
- Insérer une infobox (cadre d'informations à droite) n'est pas obligatoire pour parachever la mise en page.

Pour une aide détaillée, merci de consulter Aide:Wikification.
Si vous pensez que ces points ont été résolus, vous pouvez retirer ce bandeau et améliorer la mise en forme d'un autre article.
 (octobre 2024).

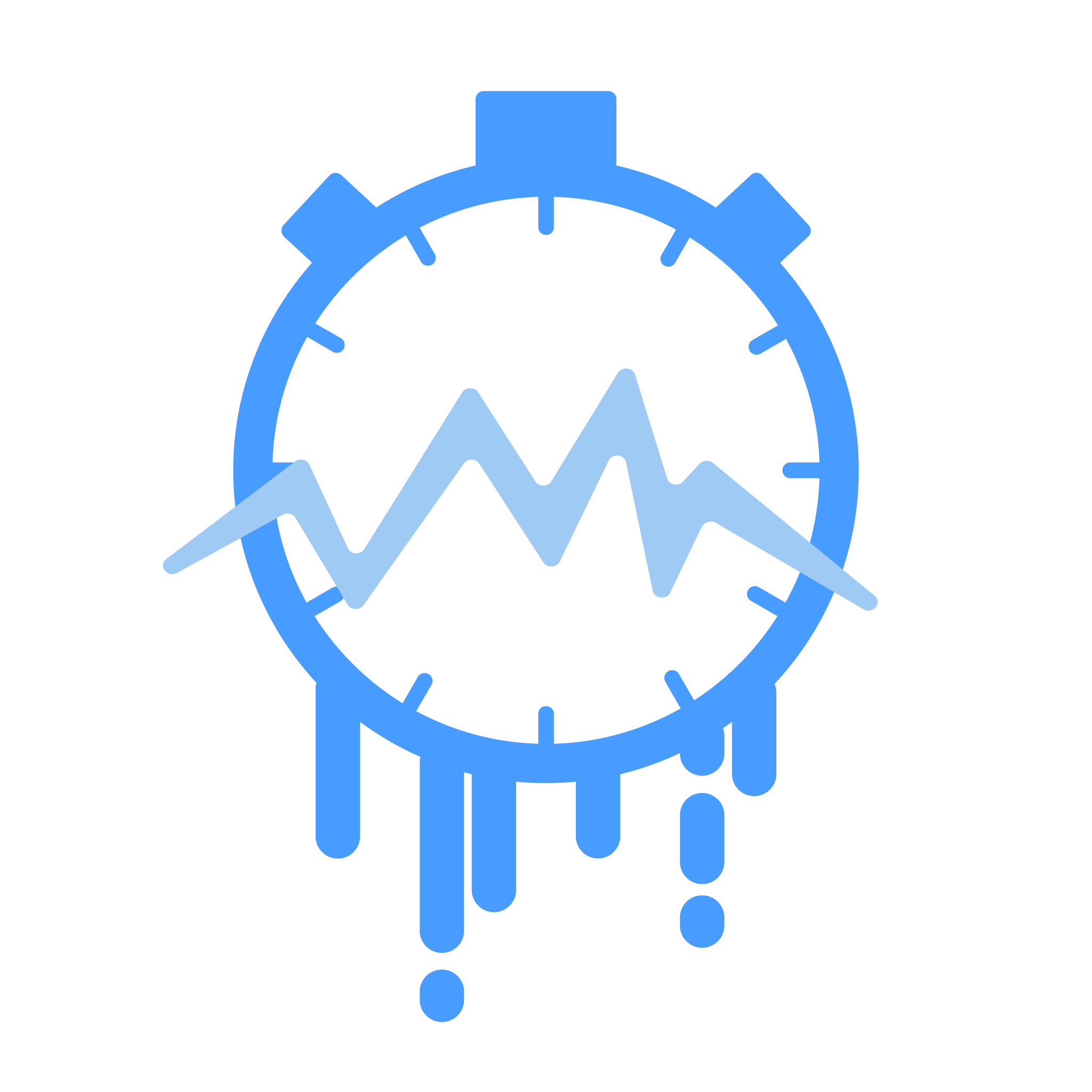
Logo representant Hertzbleed

 Hertzbleed est une attaque de sécurité matérielle qui utilise la variation de fréquence dynamique des processeurs pour révéler des données secrètes. L'attaque est une sorte d'attaque temporelle, présentant des similitudes avec les vulnérabilités précédentes utilisant l'analyse de consommation. Hertzbleed est plus dangereux que les attaques par analyse de puissance consommée car il peut être exploité par un attaquant distant. La divulgation des clés cryptographiques est la principale préoccupation concernant cet exploit, mais d'autres utilisations de l'attaque ont été démontrées depuis sa découverte initiale,,,,,.
Il a été vérifié que l'exploit fonctionne envers les processeurs Intel et AMD, l'avis de sécurité d'Intel indiquant que tous les processeurs Intel sont concernés. D’autres processeurs utilisant une fréquence variable existent, mais l’attaque n’a pas été testée sur eux.
Ni Intel ni AMD ne prévoient de publier des correctifs du microcode, mais conseillent plutôt de renforcer les bibliothèques de cryptographie contre la vulnérabilité.

## Mécanisme
Habituellement les attaques se basant sur les temps d'exécution sont atténuées en utilisant une programmation à temps constant, qui garantit que chaque instruction a la même durée, et ceci quelles que soient les données en entrée. Hertzbleed combine une attaque temporelle avec une attaque d'analyse de la puissance consommée. Une attaque d'analyse de puissance mesure la consommation d'énergie du processeur pour déduire les données en cours de traitement. Cela nécessite cependant qu’un attaquant soit capable de mesurer la consommation d’énergie.
Hertzbleed exploite les différences de temps d'exécution causées par la mise à l'échelle dynamique de la fréquence, une fonctionnalité du processeur qui modifie la fréquence du processeur pour maintenir les contraintes de consommation d'énergie et de température. Comme la fréquence du processeur influe la consommation électrique, qui à son tour dépend des données, un attaquant distant peut déduire les données en cours de traitement à partir du temps d'exécution. Hertzbleed contourne ainsi efficacement la programmation à temps constant, qui ne prend pas en compte les changements de fréquence du processeur.